# Cartoonito (Europa centro-orientale)
Cartoonito (precedentemente Boomerang) è un canale televisivo europeo a pagamento che trasmette programmi animati per bambini in età prescolare in Germania, Austria, Svizzera, Benelux, CSI, Repubblica Ceca, Slovacchia, Ungheria, Romania, Polonia, Balcani, Paesi Baltici e Caucaso. Il 18 marzo 2023, Boomerang è diventato Cartoonito.

## Storia

### L'inizio come Boomerang
Boomerang EMEA è stato lanciato in parte d'Europa centrale e orientale il 5 giugno 2005. Il 1º agosto 2007, il canale ha continuato a diffondersi anche nei paesi arabi. Il 12 ottobre 2011 è arrivato Boomerang CEE in Belgio, Lussemburgo, Cipro, Repubblica Ceca, Grecia, e Portogallo. Dal 1º ottobre 2013 il canale è stato completamente trasmesso in lingua russa.
Dal 1° luglio 2017, il canale è disponibile anche nei Paesi Bassi, sostituendo l'omonimo feed localizzato. Dal 1° ottobre 2018, il canale è disponibile anche in Germania, sostituendo l'omonimo feed localizzato.
Dal 10 novembre 2020, Boomerang ha ricevuto una licenza ceca (RRTV) al fine di garantire la continuazione della trasmissione legale nell'Unione Europea in conformità con la direttiva dell'UE sui servizi di media audiovisivi (AVMSD) e la legge sul mercato unico dopo che il Regno Unito lascia l'Unione Europea. Poiché la Repubblica Ceca ha regole minime di trasmissione, è stata scelta per scopi di licenza nell'UE. Il centro di trasmissione del canale televisivo si trova ancora a Londra.
A causa dell'invasione russa dell'Ucraina, il 9 marzo 2022, WarnerMedia ha chiuso il canale nei territori russi, insieme a Cartoon Network.

### Il rilancio come Cartoonito
L'8 agosto 2022 è stato annunciato che Boomerang sarebbe stato sostituito dal nuovo marchio, presente già in America dal 2021. 
Il blocco è tornato ufficialmente il 1º settembre 2022, in onda dalle 8:00 alle 14:00.
Il 4 gennaio 2023 è stato annunciato che Boomerang sarebbe stato completamente rinominato in Cartoonito a partire dal 18 marzo 2023.

## Blocchi

### Cartoonito

Logo del blocco usato dal 2011 al 2014

Logo del blocco usato dal 2022 al 2023

Cartoonito è nato come blocco di programmazione nel 2011 rivolto ai bambini in età prescolare. Inizialmente andava in onda parzialmente fino al 2014, quando tutta la sua programmazione è stata fusa nel palinsesto di Boomerang. 
Il blocco è tornato ufficialmente il 1º settembre 2022, in onda dalle 8:00 alle 14:00, finché il 18 marzo 2023 il blocco non inglobò tutta la programmazione del canale.

## Loghi

2005 - 2011
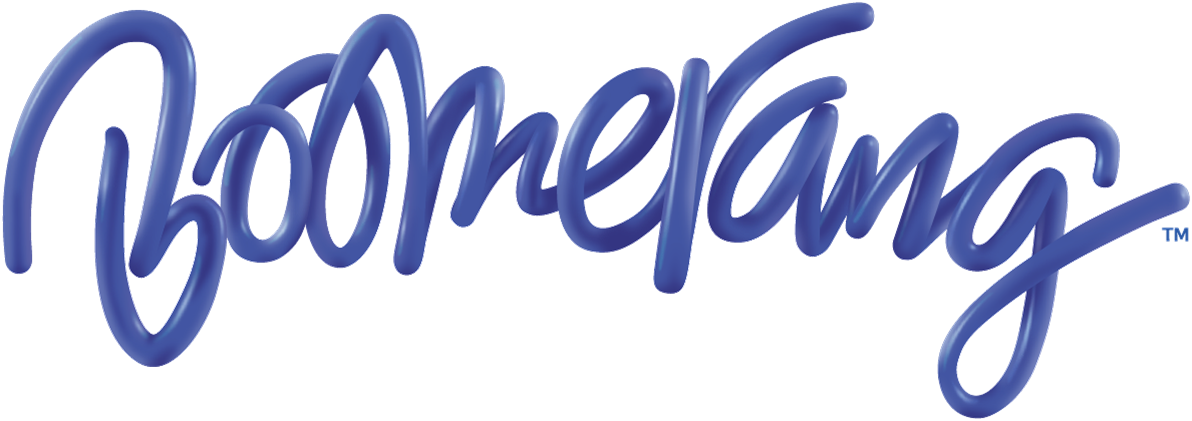
2011 - 2015
2015 - 2023
Dal 2023